# Orthoporus omalopage
Orthoporus omalopage är en mångfotingart som först beskrevs av Henri W. Brölemann 1905.  Orthoporus omalopage ingår i släktet Orthoporus och familjen Spirostreptidae. Inga underarter finns listade i Catalogue of Life.